# Équipe cycliste Nivea-Fuchs
L'équipe cycliste Nivea-Fuchs est une équipe cycliste italienne, ayant existé entre 1945 et 1956,,. 
Née de l'idée du champion Fiorenzo Magni après l'arrêt de l'équipe Ganna, il s'agit de la première équipe en Italie à être sponsorisée par une marque extérieure au monde du cyclisme, le fabricant de crème allemand Nivea,. La marque de vélos Fuchs est co-sponsor. Avec cette équipe, Magni remporte le Tour d'Italie 1955.

## Principales victoires

### Courses d'un jour
- Tour de Toscane : 1954 (Fiorenzo Magni)
- Milan-Modène : 1954 et 1955 (Fiorenzo Magni)
- Tour de Romagne : 1955 (Fiorenzo Magni)
- Tour du Piémont : 1956 (Fiorenzo Magni)
- Tour du Latium : 1956 (Fiorenzo Magni)

### Championnats nationaux
- Championnat d'Italie sur route : 1954 (Fiorenzo Magni)

## Bilan sur les grands tours
- Tour d'Italie
  - 3 participations (1954, 1955, 1956)
  - 11 victoires d'étapes :
    - 1 en 1955 : Fiorenzo Magni
    - 2 en 1956 : Pierino Baffi et Donato Piazza

  - 1 victoire finale : 1955 (Fiorenzo Magni)
- Tour de France, Tour d'Espagne : pas de participation